# Pseudopargaella nigropunctata
Pseudopargaella nigropunctata is een rechtvleugelig insect uit de familie veldsprinkhanen (Acrididae). De wetenschappelijke naam van deze soort is voor het eerst geldig gepubliceerd in 1966 door Descamps & Wintrebert.